# George Wright (artigiano)
George Wright (fl. XVIII-XIX secolo) è stato un artigiano inglese del XIX secolo.
Costruttore inglese di strumenti scientifici, fu attivo a Londra tra la fine del XVIII e l'inizio del XIX secolo. Di lui restano vari strumenti nautici e matematici.